# Plaňany
Plaňany település Csehországban, a Kolíni járásban. Plaňany Svojšice, Zalešany, Žabonosy, Břežany I, Krychnov, Radim, Libodřice, Vrbčany, Dobřichov és Cerhenice településekkel határos. Lakosainak száma 1934 fő (2024. január 1.).

## Népesség
A település lakosságának változását az alábbi diagram mutatja:
| Lakosok száma | 1863 | 2345 | 2198 | 1712 | 1410 | 1411 | 1853 | 1885 | 1911 | 1934 |
|               | 1869 | 1890 | 1921 | 1950 | 1980 | 2001 | 2017 | 2019 | 2022 | 2024 |